# Milton County

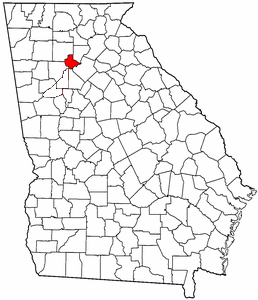
Lage des Milton County in Georgia

Milton County war ein County des US-Bundesstaates Georgia von 1857 bis 1931. Es wurde am 18. Dezember 1857 aus Teilen des nordöstlichen Cobb County, des südöstlichen Cherokee County und des südwestlichen Forsyth Countys gebildet. Das County wurde nach John Milton benannt, dem Staatssekretär von Georgia von 1777 bis 1799. Alpharetta war der Sitz des Countys bis Ende 1931, als Milton mit Fulton County zusammengelegt wurde, um es während der Großen Depression vor dem Bankrott zu bewahren Zu dieser Zeit wurde auch Campbell County, das bereits bankrott war, an Fulton abgetreten, wodurch es seine 70 Meilen (110 km) lange unregelmäßige Form entlang des Chattahoochee River erhielt.
Nach der Fusion von 1932 wurde vier Monate später, am 9. Mai 1932, auch die Stadt Roswell im Cobb County an Fulton abgetreten. Durch die Abtretung von Roswell (einschließlich alles östlich des Willeo Creek) wurde das neue County zusammenhängender, obwohl ein sehr schmaler Streifen (der heutige Dunwoody Panhandle von Sandy Springs, der von DeKalb County an Milton abgetreten wurde) die beiden Teile bereits miteinander verband.